# Шувар (ринок)
Шувар — найбільший гуртовий ринок сільськогосподарської продукції у Львові та Заходу України. Розташований у Сихівському районі Львова за адресою Проспект Святого Івана Павла ІІ, 4б. Загальна площа ринку понад 20 га. Входить до Світової організації оптових ринків, є найбільшим у регіоні майданчиком з продажу молочних виробів, фруктів-овочів, м'яса, риби, квітів, у середньому протягом року на територію ринку заїжджає 1,3 млн автомобілів.

## Назва
Шувар, а також лепеха, татарське зілля є народними назвами аїру тростинного, рослини, яка росте в заболоченій місцевості чи на узбережжі водойм. Поруч із сучасним ринком «Шувар» є витік Зубри, а місцевість появи ринку була заболоченою. Відкриття ринку «Шувар» у 1991 році припало на Зелені Свята, коли за звичаєм приміщення прикрашають зеленими гілками шувару.
Оскільки долина річки Зубра є низовиною, серед львів'ян також поширена неофіційна назва «Нижній Шувар», таким чином містяни відрізняють його від «Верхнього Шувару», торгового комплексу, також розташованого на Сихові, однак за іншою адресою.

## Група компаній «Шувар»
Оптовий сільскогосподарський ринок «Шувар» входить до складу групи компаній «Шувар», управління якими здійснює ТзОВ «Шувар». Також до складу ГК «Шувар» входить розташований на проспекті Червоної калини, 36 торговий комплекс «Шувар» (т. зв. «Верхній Шувар»), який спеціалізується на роздрібному продажу промислової продукції.

Засновником підприємства є львівський підприємець та депутат ЛМР Роман Федишин. Власниками ТзОВ «Шувар» є Роман Федишин, Андрій Чіпчар, Любов Доскоч, Любов Бокало. Директором оптового ринку «Шувар» є Іван Федишин.

Загалом персонал підприємства складає 200 чоловік, а разом з підприємцями, які орендують торгові точки на ринку та їх працівниками — 6000. Ринок є основним джерелом постачання товару для дрібних магазинів «біля дому» та місцем збуту товару для фермерських господарств регіону. Також «Шувар» є популярним серед львівських пенсіонерів.
Протягом 2020 року компанія сплатила 60 млн грн. податків (без врахування сум, які сплачують орендарі, що працюють на ринку). Загальна площа комерційних площ станом на березень 2021 року складає 43000 квадратних метрів.

## Історія
1991 року відкрито магазин роздрібної торгівлі «Шувар», який дав початок розвитку торгового підприємства
1996 року зареєстровано ТзОВ «Шувар»
1999 року на проспекті Червоної Калини, 36 відкрито торгово-промисловий ринок «Шувар» (Верхній Шувар). На момент відкриття там було 260 торгових точок, 2004 — 980, Станом на 2021 рік площа торгового комплексу понад 20500 м кв.
2008 року компанія «Шувар» увійшла до Світової організації оптових ринків.
2011 року відкрились павільйони Фрукти/овочі та Риба і м'ясо
2012 року «Шувар» отримав сертифікат Міжнародної системи якості менеджменту 9001-2008, що є показником відповідності міжнародним стандартам
.
2018 року обсяг продажу м'ясо-молочних виробів на «Шуварі» перевищив 30 тисяч тонн, щорічний приріст складає 4-5 %. Він є найбільшим оператором з продажу м'ясо-молочних виробів у регіоні.
2019 року на ринку було реалізовано 900 тисяч тонн різноманітної продукції, що еквівалентно обсягу перевалки через невеликий морський порт.
У жовтні 2019 року «Шувар» оголосив про початок будівництва нового терміналу для продажу м'ясо-молочної продукції площею 1200 м2.

Осінь 2019 — директором ринку став Іван Федишин.
У грудні 2019 року Львівський міськвиконком дав дозвіл на будівництво нового павільйону продуктових товарів на вул. Хуторівка, 4б.

25 березня 2020 року на гуртовому ринку «Шувар» відкрили перший в Україні виробничий хаб «Продуктовня», який повинен допомогти дрібним виробникам крафтової продукції вийти на ринок та просувати їхню продукцію.

У березні 2021 року Львівський міськвиконком дав дозвіл на будівництво нового регіонального аграрного центру із спортивно-відпочинковим центром на вулиці Хуторівка, 4б. Загальна площа будівлі, яка матиме три поверхи, складе 9400 м2, а висота до 26,6 метрів. Авторами проекту є польська архітектурна компанія у співпраці з львівськими архітекторами. Будівництво розпочнеться у 2021 році.

## Роль «Шувару» на ринку АПК
За оцінками львівських чиновників саме «Шувар» має стати основним чинником формування цін на продукцію АПК та регулювання ринку сільськогосподарської продукції на території Львівщини — про це 14 листопада 2008 року заявив начальник головного управління агропромислового розвитку ЛОДА Роман Кожушко.

За словами директора «Шувару» Івана Федишина у період карантину від безперебійної робота «Шувару» залежала діяльність як фермерських господарств, які через «Шувар» збувають свою продукцію, так і робота численних продуктових магазинів «біля дому», які закуповують свою продукцію на «Шуварі».

## Соціальні та некомерційні проекти
21 вересня 2020 року директор ТзОВ «Шувар» Іван Федишин заявив про готовність підприємства долучитись до проекту ревіталізації річки Зубри та створення набережної та громадського простору у частині русла, що прилягає до території ринку.
«Шувар» є партнером гандбольного клубу «Галичанка», який виступає в українській прем'єр-лізі та бере участь у єврокубках, власник ринку Роман Федишин є президентом клубу.

## Соціальні мережі
- Ринок «Шувар» у Facebook
- Ринок «Шувар» у Instagram